# Terminal A.E. Carvalho
O Terminal A. E. Carvalho é um terminal de ônibus urbano localizado na Zona Leste de São Paulo, no bairro Cidade Antônio Estevão de Carvalho, no distrito de Itaquera. Entregue na época da antiga Companhia Municipal de Transportes Coletivos - CMTC, atualmente é administrado pela SPTrans.
A estação foi criada como parte de um plano de remodelação da prefeitura para o sistema de transporte por ônibus da cidade nos anos 80. Foi inaugurada em 15 de outubro de 1985 pelo então prefeito Mário Covas, em cerimônia que também marcou a entrega do Terminal Aricanduva. Dois meses após sua abertura, foram inauguradas as instalações da antiga Garagem São Miguel da CMTC, localizada ao lado do terminal. Atualmente, essa garagem pertence à Viação Metrópole Paulista.
O terminal conta hoje com 21 linhas, das quais 7 operam no período noturno. O equipamento atende moradores de bairros como Ermelino Matarazzo, Parque Boturussu, Vila Cisper, Jardim São Carlos, entre outros, permitindo integrações com linhas que seguem em direção ao centro da capital, como Parque Dom Pedro II e Estação da Luz, ou a estações da Linha 3–Vermelha do Metrô de São Paulo, como Artur Alvim e Patriarca. Dessa forma, o terminal se consolida como um importante ponto estratégico da SPTrans na região.